# Ride Sport Racing
Ride Sport Racing war ein australisches Radsportteam.
Die Mannschaft wurde 2006 unter dem Namen FRF Couriers-Caravello gegründet und nahm im Jahr 2009 als Continental Team an den UCI Continental Circuits – insbesondere der UCI Oceania Tour teil. Im Jahr 2007 wurde NSWIS der Co-Sponsor, ab Oktober 2008 war der japanische Elektronikkonzern Panasonic Corporation der Hauptsponsor. Im Jahr 2009 fuhr die Mannschaft unter dem Namen Ride Sport Racing. Manager war Andrew Portess, der von seinen Sportlichen Leitern Timothy Decker, Phillip Griffiths, Cameron Walker, Gary Baker, Craig Price, Tony Duffy, Frank Fortuna, Allan Shuttleworth und Gary Sutton unterstützt wurde. Im Jahr 2010 wurde das Team nicht bei der UCI als Continental Team gelistet.

## Saison 2009

### Erfolge in der UCI Europe Tour
In den Rennen der Saison 2009 der UCI Europe Tour gelangen die nachstehenden Erfolge.
| Datum        | Rennen                                   | Fahrer       |
| ------------ | ---------------------------------------- | ------------ |
| 5. September | Irische Meisterschaft – Einzelzeitfahren | David McCann |

### Zugänge – Abgänge
| Zugänge                    | Team 2007                     | Abgänge                     | Team 2008      |
| -------------------------- | ----------------------------- | --------------------------- | -------------- |
| David McCann               | Giant Asia Racing Team        | Joseph Lewis                | Drapac Porsche |
| Stuart Grimsey             | Neoprofi                      | Anthony Bennett             | Unbekannt      |
| Alastair Loutit            | Neoprofi                      | Jason Hegert                | Unbekannt      |
| Scott Lyttle               | Neoprofi                      | Chris Jongewaard            | Unbekannt      |
| Shaun McCarthy             | Neoprofi                      | Chris Jory                  | Unbekannt      |
| Shaun Morris               | Neoprofi                      | Robert Cater (bis 31.08.)   | Unbekannt      |
| Trent Stevenson            | Neoprofi                      | Kris Koke (bis 31.08.)      | Unbekannt      |
| John Cornish (ab 01.09.)   | Neoprofi                      | Shaun McCarthy (bis 31.08.) | Unbekannt      |
| Rob Doyle (ab 01.09.)      | Neoprofi                      | Shaun Morris (bis 31.08.)   | Unbekannt      |
| Lachlan Norris (ab 01.10.) | Southaustralia.com-AIS (2007) | Dale Scarfe (bis 31.08.)    | Unbekannt      |
| Peter Smith (ab 01.10.)    | Neoprofi                      |                             |                |

### Mannschaft
| Name              | Geburtstag        | Nationalität | Team 2010                |
| ----------------- | ----------------- | ------------ | ------------------------ |
| John Cornish      | 29. November 1980 | Australien   |                          |
| Luke Cridland     | 29. März 1987     | Australien   |                          |
| Rob Doyle         | 25. Dezember 1986 | Australien   |                          |
| Stuart Grimsey    | 7. April 1988     | Australien   |                          |
| Timothy Guy       | 16. Mai 1989      | Australien   |                          |
| Peter John Herzig | 8. Juni 1978      | Australien   |                          |
| Deon Locke        | 25. Mai 1987      | Australien   | CKT TMIT-Champion System |
| Alastair Loutit   | 20. Februar 1990  | Australien   |                          |
| Scott Lyttle      | 8. Februar 1984   | Neuseeland   | Cycle Surgery            |
| David McCann      | 17. März 1973     | Irland       | Giant Asia Racing Team   |
| Lachlan Norris    | 21. Januar 1987   | Australien   | Drapac Porsche           |
| Peter Smith       | 11. März 1987     | Australien   | Team Raleigh             |
| Trent Stevenson   | 5. Januar 1980    | Australien   |                          |

## Platzierungen in UCI-Ranglisten
UCI Asia Tour
| Saison | Mannschaftswertung | Fahrerwertung      |
| ------ | ------------------ | ------------------ |
| 2009   | 21.                | David McCann (31.) |

UCI Europe Tour
| Saison | Mannschaftswertung | Fahrerwertung       |
| ------ | ------------------ | ------------------- |
| 2009   | 109.               | David McCann (521.) |

UCI Oceania Tour
| Saison | Mannschaftswertung | Fahrerwertung      |
| ------ | ------------------ | ------------------ |
| 2007   | 14.                |                    |
| 2008   | 12.                |                    |
| 2009   | 23.                | John Cornish (65.) |